# Halles
Halles è il 2º quartiere amministrativo di Parigi, situato nel I arrondissement. Il nome del quartiere deriva da Les Halles, mercato di vendita all'ingrosso di prodotti alimentari freschi situato al centro del quartiere stesso. Il mercato fu demolito negli anni '70 per far spazio al Forum des Halles, che ospita la più grande stazione urbana in Europa, la stazione di Châtelet-Les Halles.

## Storia
L'area era inizialmente costituita da paludi attraversate dalla strada che collegava Parigi a Saint-Denis. In epoca merovingia fu costruito sul bordo della strada un cimitero, che poi diventerà il Cimitero degli Innocenti; vi fu costruita anche una cappella, trasformata in chiesa attorno al 1130 da Luigi VI. Nel 1137 lo stesso Luigi ordinò il trasferimento di due mercati (il marché Palu dell’île de la Cité e il mercato centrale di place de Grève), divenuti insufficienti a fronte dell'accrescimento della città in direzione di Les Champeaux, all'epoca fuori dalle mura cittadine; fu allora che il quartiere iniziò ad urbanizzarsi. Fu incorporato nella città dopo la costruzione dei muri della città da parte di Filippo II; il mercato fu progressivamente ampliato.
Nel 1780, il cimitero degli Innocenti fu chiuso per motivi di igiene e fu rimpiazzato da un mercato di fiori, frutta e verdura. Tra il 1852 e il 1870 i padiglioni furono interamente ricostruiti, con una conseguente metamorfosi nella struttura del quartiere. Nello stesso periodo, durante la trasformazione di Parigi sotto il Secondo Impero, furono create delle larghe vie rettilinee caratteristiche del quartiere: Rue des Halles, Rue de Turbigo, Boulevard de Sébastopol e Rue du Louvre. Il mercato chiuse nel 1969 e fu demolito l'anno successivo, mentre il Forum des Halles aprì nel 1979.
Nel 2011 il luogo fu interessato da una profonda ristrutturazione costata 800 milioni di euro, che ha portato alla distruzione delle porte Lescot e Rambuteau e alla bonifica di tutto l'amianto presente. I lavori sono parte di un progetto più ampio volto alla riorganizzazione degli spazi pubblici, del Jardin Nelson-Mandela, dei tunnel sotterranei e della Stazione di Châtelet-Les Halles, oltre che alla rimozione di amianto e piombo dal Forum des Halles e la costruzione di un edificio, chiamato la Canopée des Halles, che dovrà ospitare un conservatorio e un centro culturale.

## Geografia
I confini del quartiere sono stati determinati nel 1859 e sono:
- A Sud dalla Rue de Rivoli;
- A Ovest dalle Rue Croix-des-Petits-Champs e de Marengo;
- A Nord dalla Rue Étienne-Marcel;
- A Est dal Boulevard de Sébastopol.

## Demografia

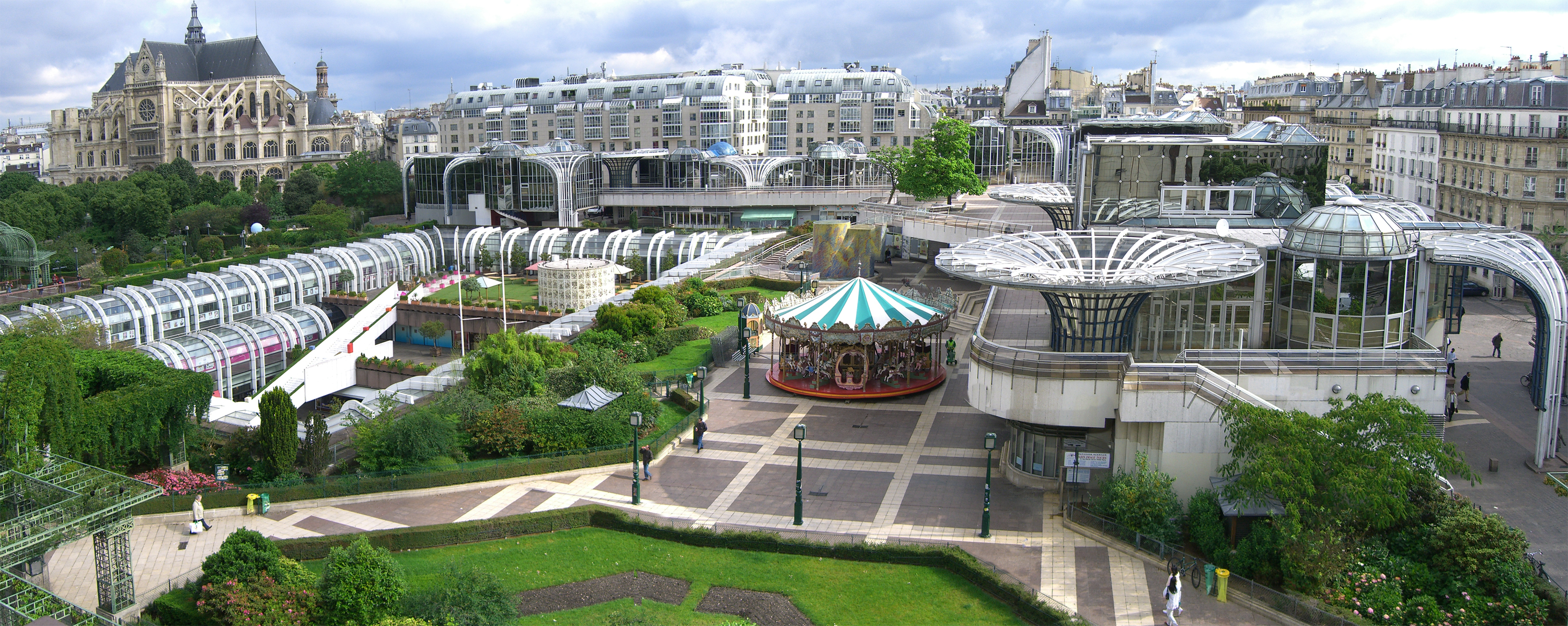
Il Forum des Halles a giugno 2007, prima dei lavori di realizzazione del la Canopée tra il 2011 e il 2016

Evoluzione della popolazione del quartiere:
| Anno del censimento | Popolazione | Densità (ab./km2) | Crescita dall'ultimo censimento |
| ------------------- | ----------- | ----------------- | ------------------------------- |
| 1860                | 41 341      |                   |                                 |
| 1954                | 20 298      | 49 267            |                                 |
| 1962                | 19 385      | 47 051            |                                 |
| 1968                | 17 685      | 42 925            |                                 |
| 1975                | 11 230      | 27 257            |                                 |
| 1982                | 9 668       | 23 466            |                                 |
| 1990                | 10 110      | 24 539            | 4,6 %                           |
| 1999                | 8 984       | 21 806            | -11,1 %                         |

## Luoghi d'interesse
- Chiesa di Saint-Eustache
- Fontana degli Innocenti
- Borsa di commercio
- Forum des Halles
- Colonne Médicis